# Saisseval

Saisseval este o comună în departamentul Somme, Franța. În 1 ianuarie 2022 avea o populație de 251 de locuitori.